# جسو

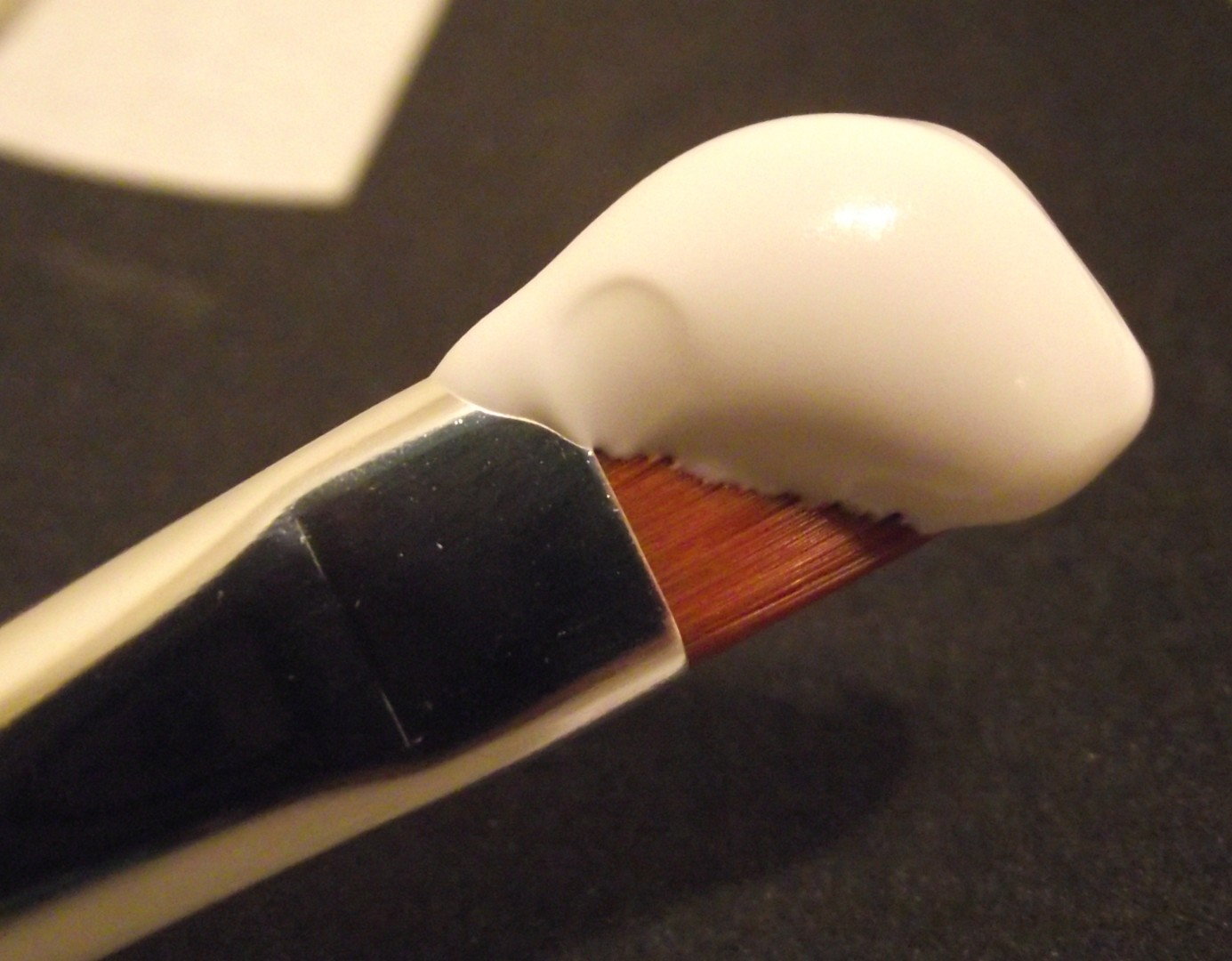
جسو من الأكريلك

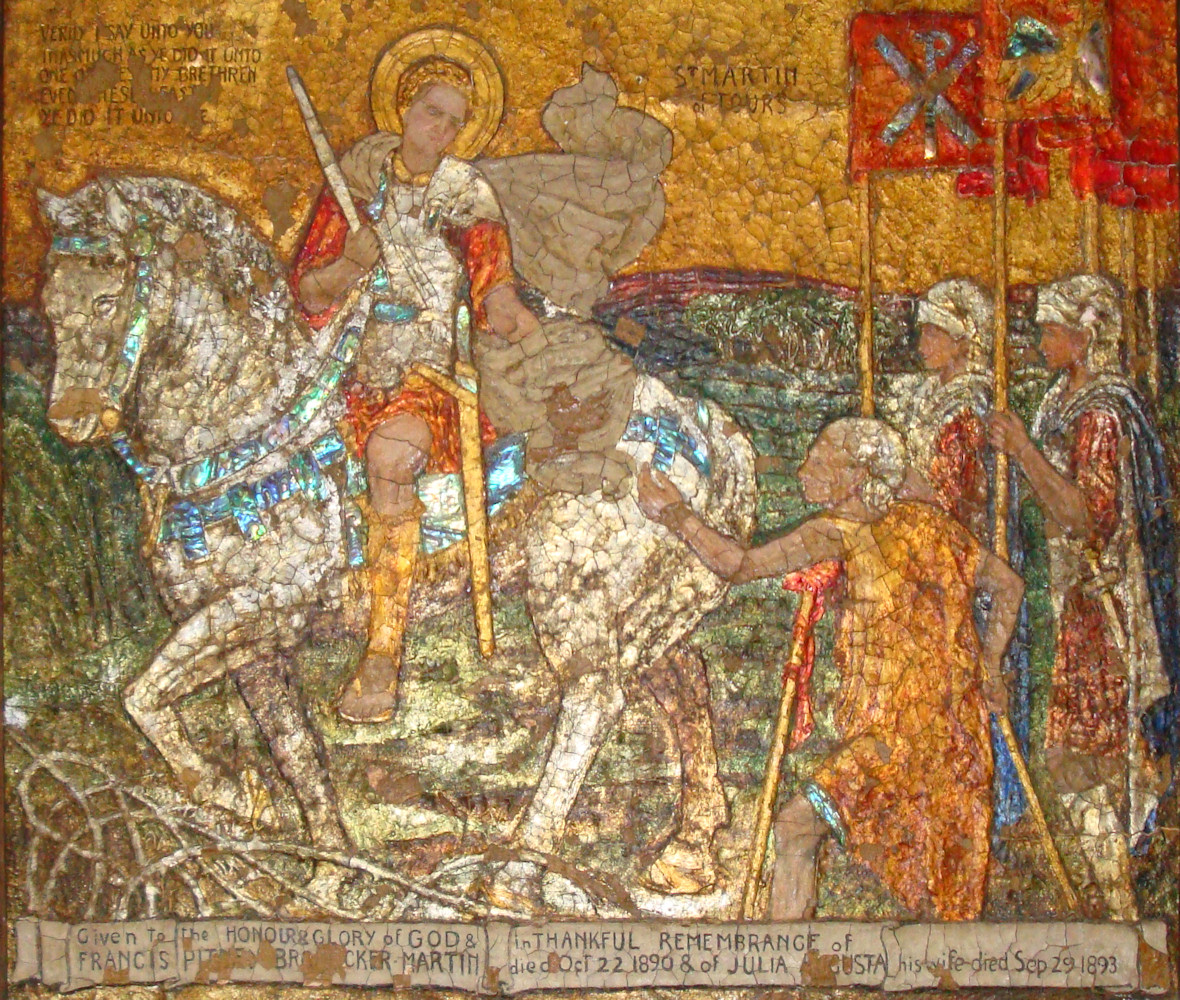
ترميم لوحة الجسو تعرض سانت مارتن التوروزي. من كنيسة القديس ميخائيل وجميع الملائكة ، ليندهيرست ، هامبشاير.

الجَيْس أو الجسو (النطق الإيطالي: [ˈdʒɛsso] ؛ ويعني "الطباشير"، من اللاتينية: الجص، من اليونانية: γύψος) هو مزيج من الطلاء الأبيض يتكون من مادة رابطة ممزوجة بالطباشير، أو الجبس، أو الأصباغ، أو أي خليط من هذه المواد. يستخدم في الأعمال الفنية لتحضير أي عدد من الأسطح الحاملة والركائز مثل الألواح الخشبية، والخيش، والنحت كقاعدة للطلاء وكذلك الأسطح والخامات المختلفة التي يتم التلوين عليها.

## الجسو التقليدي
يعرف الجسو أيضا باسم «الجسو الصمغي» أو «الجسو الإيطالي»، ويعد مكونا من مزيج تقليدي من مادة رابطة من الغراء الحيواني (عادة ما يكون غراء جلد الأرنب)، والطباشير، وصبغة بيضاء، يستخدم ذلك الخليط في تغطية الأسطح الصلبة مثل ألواح التصوير الخشبية كطبقة طلاء تحضيرية ماصة للطلاء. عادة ما يكون لون الجسو أبيض أو مائل للبياض. تمكن امتصاصية الجسو على العمل مع جميع وسائط التلوين، بما في ذلك الوسائط المائية، وأنواع مختلفة من التمبرا والألوان الزيتية.. كما أنها تستخدم كقاعدة أساسية على الأسطح ثلاثية الأبعاد التي يستخدم فيها الطلاء أو أوراق الذهب. [3] يعد الخلط والتطبيق شكلاً من أشكال الفن بحد ذاته، حيث يتم تطبيقه عادةً في 10 طبقات رفيعة للغاية أو أكثر. وهو عبارة عن ركيزة دائمة تستخدم على الخشب والبناء وغيرها من الأسطح. يعتبر خليط الغراء النموذجي هشًا وعرضة للتشقق، مما يجعله مناسبًا للأسطح الصلبة فقط. يتم استخدام مستحلب من الجسو وزيت بذر الكتان، وتسمى أيضًا «سطح نصف طباشيرية» لتحضير أسطح الخيش المرنة.
في الجيولوجيا، الإيطالية "gesso" تقابل الإنجليزية «الجبس»، وهو معدن كبريتات الكالسيوم (CaSO4 · 2H2O).

### الاستخدام في النحت
يستخدم الجسو من قبل النحاتين إما للتحضير للشكل النحت النهائي (البرونز المنصهر) أو مباشرة كخامة للنحت. يمكن أيضًا استخدام الجسو كطبقة بين الخشب المنحوت والأوراق الذهبية. في هذه الحالة، يتم استخدام طبقة من الطين المكرر والملون، تسمى "bole" لتغطية الجيسو قبل إضافة الذهب. عادة ما يكون أحمر اللون.

## جسو من الأكريليك
جسو من الأكريلك يعد نوعاً مستحدث ويستخدم على نطاق واسع [5] ويعد مزيجا من كربونات الكالسيوم مع بوليمر الأكريليك، لثى، بالإضافة إلى المخضبات والمواد كيميائية أخرى لإكساب المرونة، وتزيد مدة الاحتفاظ بالعمل الفني. ولكنه يعد هذا النوع مختلفا عن الجسو التقليدي على الإطلاق.
تقوم قاعدة البوليمر الأكريليكية غير الماصة على جعله غير متوافق مع الوسائط التي تتطلب جيسو تقليدي مثل تمبرا البيض. [8] يباع هذا المزيج مسبقًا لكل من لوحات التبويش والتركيب والخيش (الكانفاس) المرن للطلاء. في حين أنه يحتوي على كربونات الكالسيوم (CaCO3) لزيادة امتصاص الطبقة الأولية، غالبًا ما يضاف ثاني أكسيد التيتانيوم أو «أبيض التيتانيوم» كعامل تبييض.
يمكن تلوين جيسو الأكريليك، إما تجارياً عن طريق استبدال أبيض التيتانيوم بصبغة أخرى، مثل أسود الكربون، أو عن طريق الفنان مباشرة، مع إضافة طلاء أكريليك. جيسو الأكريليك يمكن أن يكون رائعاً، بسبب وجود الأمونيا و / أو الفورمالديهايد، والتي تضاف بكميات صغيرة كمواد حافظة. تقوم شركات الأدوات الفنية ببيع الخيش (الكانفاس) الذي أعدت مسبقا بالجسو.
يشير كتاب The Painter's Handbook إلى وجود مشكلة في استخدام الألوان الزيتية على أرضية الجسو المصنع من الأكريليك بدلاً من أرضية زيت تقليدية، حيث تكمن المشكلة في عدم تطابق المرونة بمرور الوقت وذلك قد يتسبب في تلاشي الطلاء الزيتي.